# Persönliche Bestzeit
Die persönliche Bestzeit eines Sportlers ist ein Bewertungskriterium, in dem der Sportler selbst eine Verbesserung, Stagnation oder Verschlechterung seiner sportlichen Leistung, unabhängig von der Tagesform ermitteln und wahrnehmen kann. Sie ist vornehmlich im Leistungssport präsent, sofern dieser in einem Wettkampf mit Zeitmessung abzuleisten ist.
Die persönliche Bestzeit dient als Punkt zur sportlichen Orientierung und gegebenenfalls eines Ausbaus bzw. der Änderung der Modalitäten eines Trainings, insbesondere dem Feilen an der Kampftechnik.